# Чуук (штат)
Чуук (англ. Chuuk) — один із чотирьох штатів Федеративних Штатів Мікронезії. До 1989 року офіційне написання латиницею було Truk.
Розташований в центрально-західній частині ФШМ. Площа — 127 км². Включає в себе острови Чуук, острови Мортлок, острови Хол, атол Намонуіто і регіон Паттів (атоли Пулап, Пулуват, Пулусук). Згідно з переписом 2010 року є найнаселенішим регіоном країни. Чисельність населення — 48 654 осіб (перепис 2010). Адміністративний центр — Вено.

## Історія

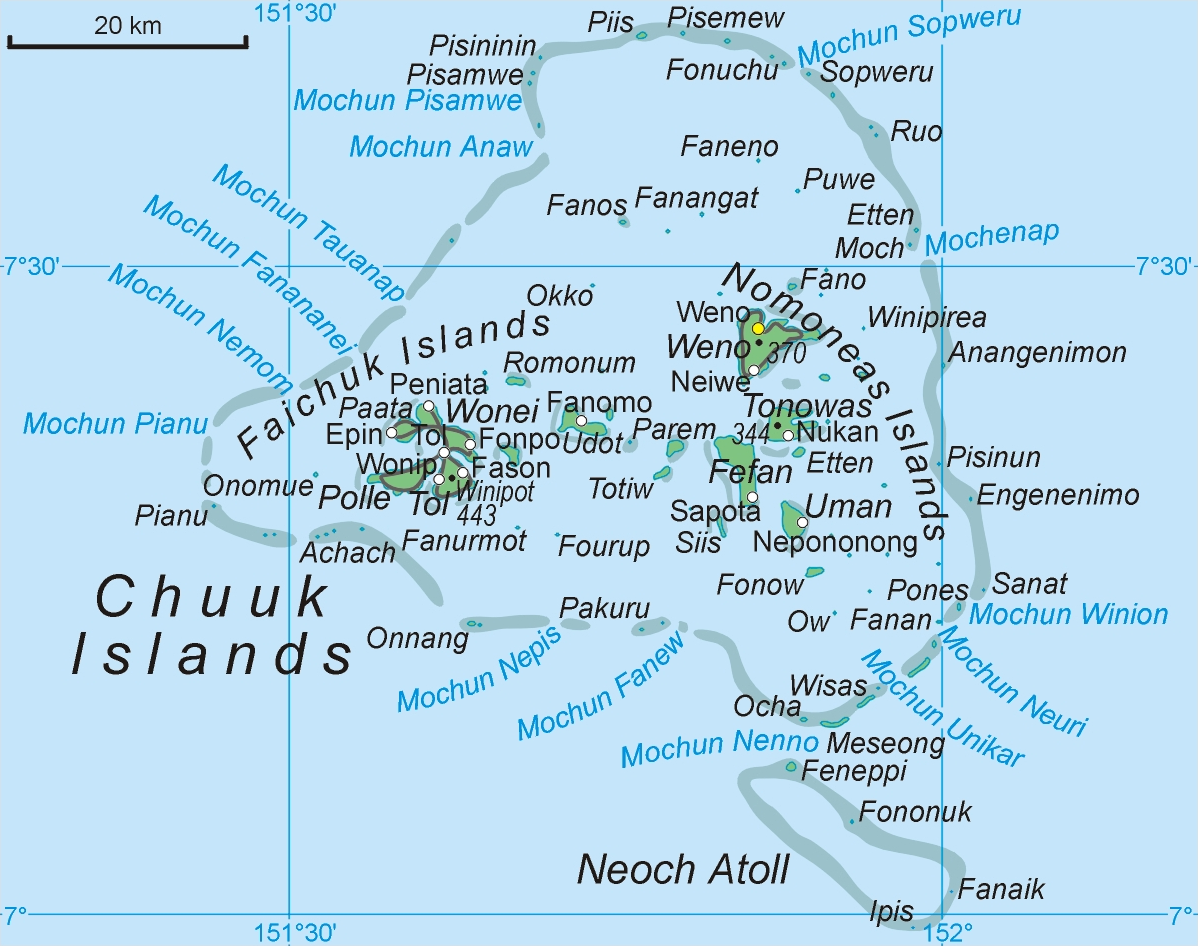
Мапа з позначенням острова Чуук

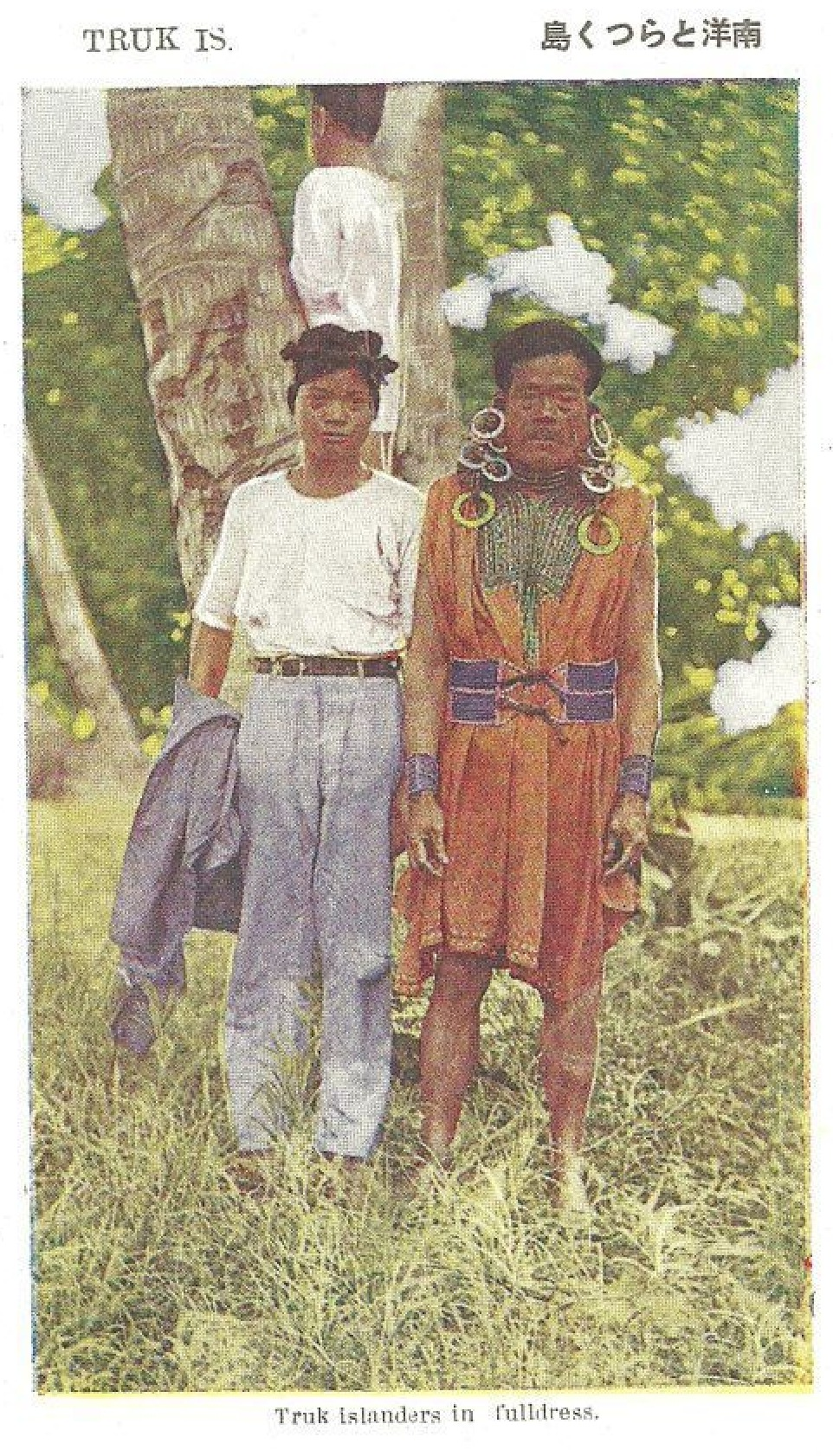
Праворуч: традиційний одяг чуукського мешканця (1930-ті роки)

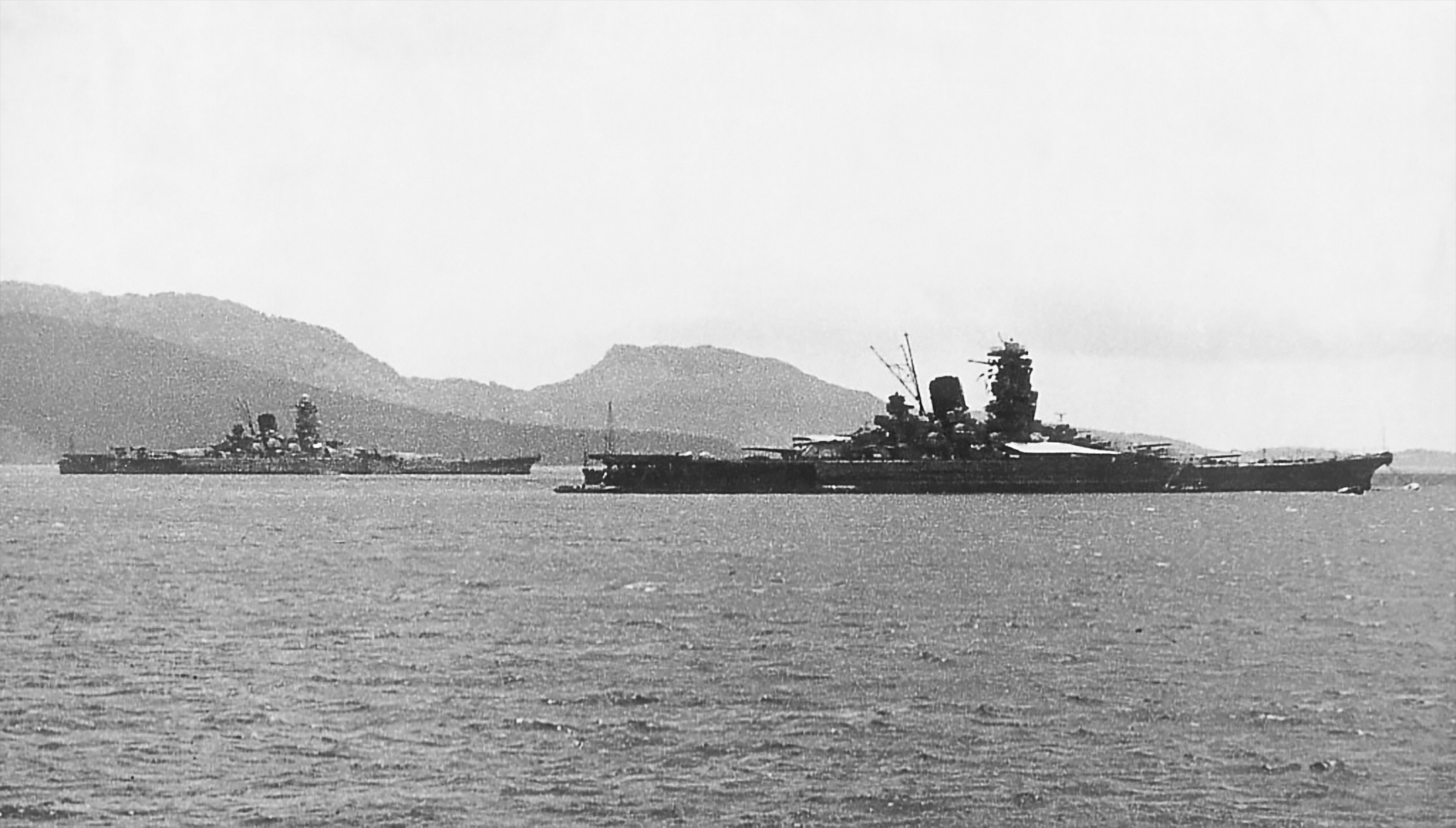
Японський флот біля берегів острова Чуук (1943 рік)

Першим мореплавцем, який досягнув на галеоні "Флорида"  берегів острова Чуук у 1528 році був іспанець Альваро де Сааведра. 15 січня 1565 року на галеоні "Сан-Лукас" берегів острова досягнув мореплавець Алонсо де-Арельяно.
Довгий час Іспанська імперія намагалася встановити контроль над Каролінськими островами, до складу яких входив острів Трук (нині Чуук), але контроль залишався лише номінальний. Затоку Чуук тоді населяли кілька племен, які періодично вели поміж собою війни. В середині XIX ст.  на острів почали прибувати торговці та місіонери. У 1886 році іспанці припинили піднімати свій королівський прапор, але зацікавленість островом Німецької імперії спровокувало іспанців у 1895 році повернутися на острови зі спробою утвердити контроль і вирішити питання миру з чуукськими племенами.  переговори про мир між воюючими чжукесськими племенами. У 1899 році Каролінські острови були продані Німецькій імперії, після того як Іспанія отримала поразку в іспансько-американській війні.
У 1914 році під час Першої світової війни Чуук був загарбаний Японською імперією, яка з 1919 року стала під мандатом Ліги Націй.
Під час Другої світової війни острів Трук став основною базою японців у Тихому океані. Японські війська укріпили оборону острова проти сил Альянсу в Новій Гвінеї та на Соломонових островах.
На Каролінських островах японські будівельники побудував дороги, траншеї, бункери та печери. Було побудовано 5 баз для аеропланів, гідролітакові бази, порт для торпедних катерів, підводні майстерні для ремонту, а також центр зв'язку та радіолокаційну станцію. Японський гарнізон острова складався з 27 856 чол. під командуванням віце-адмірала Масамі Кобаяші, згодом віце-адмірала Чуічі Хара, та 16 737 чоловіків перебували в розпорядженні генерал-майора Каненобу Ісхайн.
Після захоплення ВВС США Маршаллових Островів і створення на  них своєї потужньої бази, 17 лютого 1944 році вони завдали нищівний авіаційний удар по японських базах. За тиждень до подій японці направили свої найбільші військові кораблі до Палау. Через наслідки атаки на острові Трук створилося найбільше кладовищем кораблів у світі названого "Флотом привидів Чуукського острова". 
Трук був ізольований силами союзників (насамперед США), оскільки вони продовжували рухатися до Японії, звільнивши від них і інші тихоокеанські острови, такі як Гуам, Сайпан, Палау та Іво Джима. З 12 по 16 червня 1945 року японці зробили спробу захопити частину британського Тихоокеанського флоту, але відрізані від Труку та інших центрально-тихоокеанських островах потерпали від голоду аж до самої капітуляції.
У 1969 році Вільям А. Браун і французька команда океонографів на чолі з океанограф Жак Кусто досліджували Трук. Після документального фільму Кусто, про острів та його примарні кораблі зацікавили не лише дослідників а й шукачів пригод. Група розбитих кораблів лежить у прозорій воді на глибині 15 метрів.  У великих кораблях позалишалися розбиті винищувачів, танки, мотоцикли, торпеди, міни, бомби, боєприпаси та інших артефактів. Особливий інтерес викликає розбитий підводний човен "I-169 Shinohara", який була втрачена при під час втечі, щоб уникнути бомбардування. У грудні 1941 року цей човен брав участь під час штурму Перл-Харбора.
13 листопада 1973 року корінний мешканець Кіміоу Айсек розпочав організовувати експедиції з виявлення військових кораблів у водах Мікронезії. Ще 17-річний він був свідком американської атаки "Hailstone" 17-18 лютого 1944 року, в післявоєнні роки збираючи інформацію про кораблі та розшукуючи їх зі своєю командою та цікавлячись історією островів періоду Другої світової війни. 4 січня 2001 року Айсек помер у віці 73 року. У 2009 році Айсек був першим, хто потрапив до Міжнародного залу слави підводного плавання в Гранд Кайман. 13 вересня 2014 року син Айсека, Градвін, присвятив меморіальний музей площею 2400 квадратних метрів. Розташований поруч із курортом "Truk Blue Lagoon", це був перший музей у штаті Чуук в якому знаходилася найбільша колекція морських артефактів у Мікронезії та включає в себе етнографічну виставку Чууку.
Організації з охорони навколишнього середовища проводять огляд хатонулих кораблів, а також консультується з японськими дослідниками, щоб визначити, наскільки велика небезпека екологічної катастрофи від підняття мазуту на поверхню, особливо в трьох затоплених нафтових танкерах.

## Клімат
| Клімат Chuuk Islands | Клімат Chuuk Islands | Клімат Chuuk Islands | Клімат Chuuk Islands | Клімат Chuuk Islands | Клімат Chuuk Islands | Клімат Chuuk Islands | Клімат Chuuk Islands | Клімат Chuuk Islands | Клімат Chuuk Islands | Клімат Chuuk Islands | Клімат Chuuk Islands | Клімат Chuuk Islands | Клімат Chuuk Islands |
| Показник             | Січ.                 | Лют.                 | Бер.                 | Квіт.                | Трав.                | Черв.                | Лип.                 | Серп.                | Вер.                 | Жовт.                | Лист.                | Груд.                |                      |
| -------------------- | -------------------- | -------------------- | -------------------- | -------------------- | -------------------- | -------------------- | -------------------- | -------------------- | -------------------- | -------------------- | -------------------- | -------------------- | -------------------- |

## Флот привидів Чуукського острова

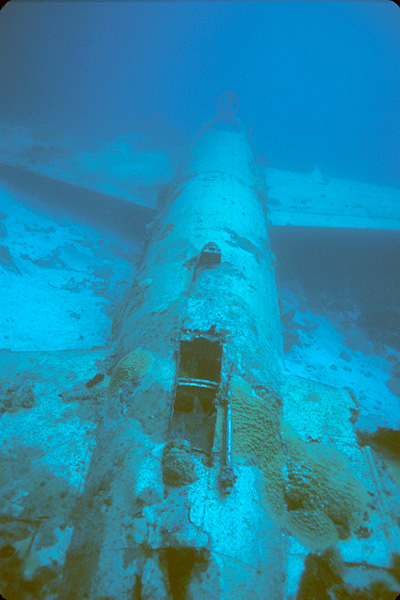
Mitsubishi "Betty" bomber
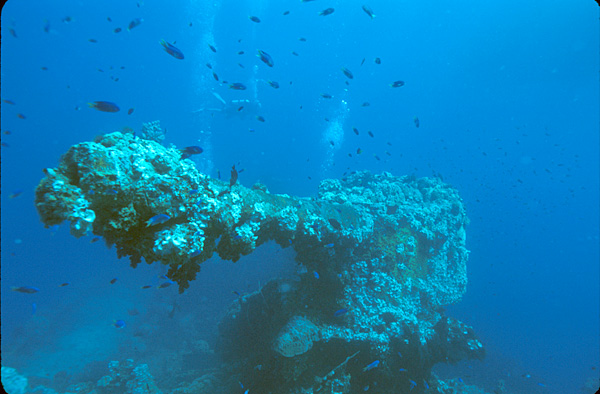
Bow gun of Fujikawa Maru
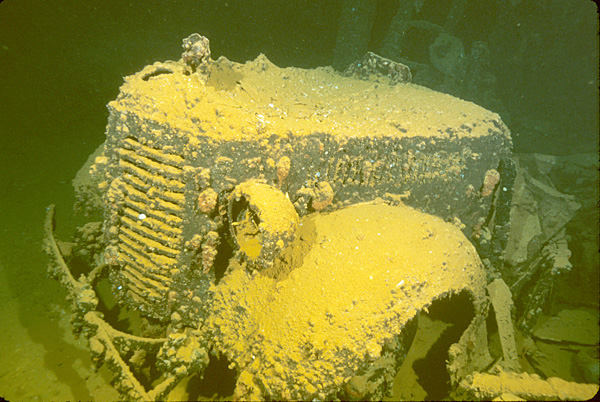
1930s truck in the hold of Hoki Maru
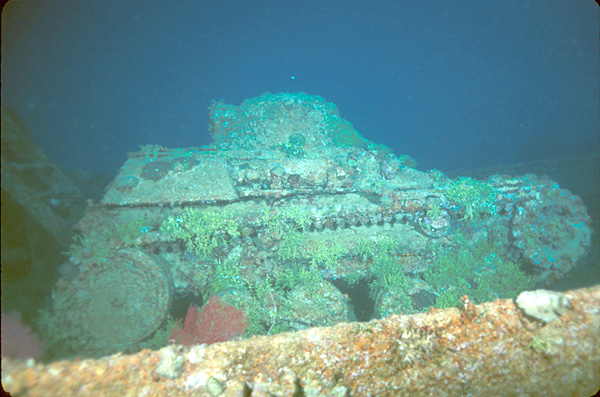
Two-man tank on the deck of Nippo Maru
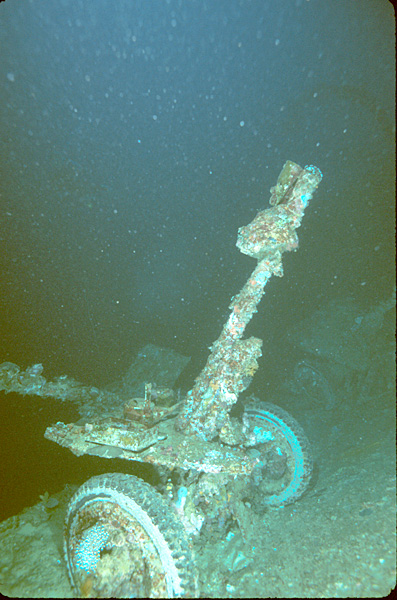
Light artillery piece on the deck of Nippo Maru
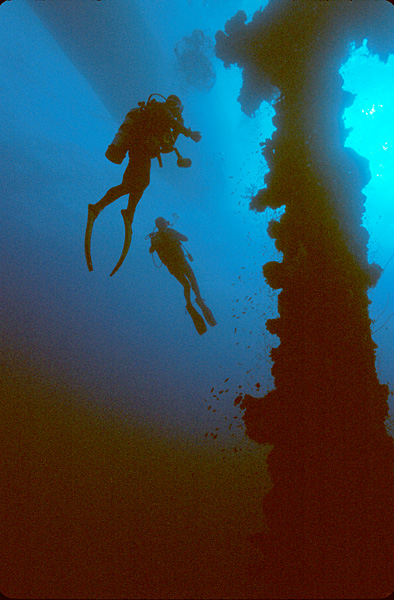
Divers next to the mast of Unkai Maru
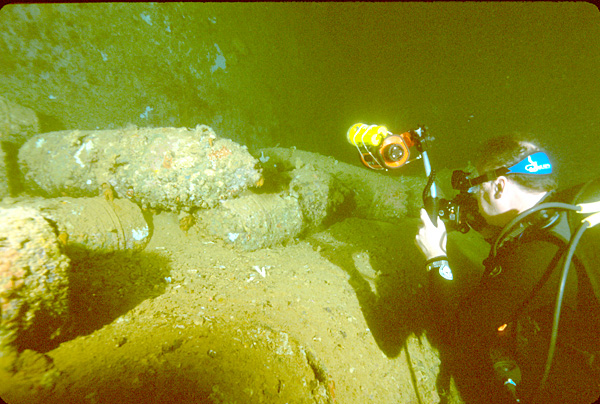
Diver photographing 14-inch artillery shells within Yamagiri Maru